# Gustaf Norén

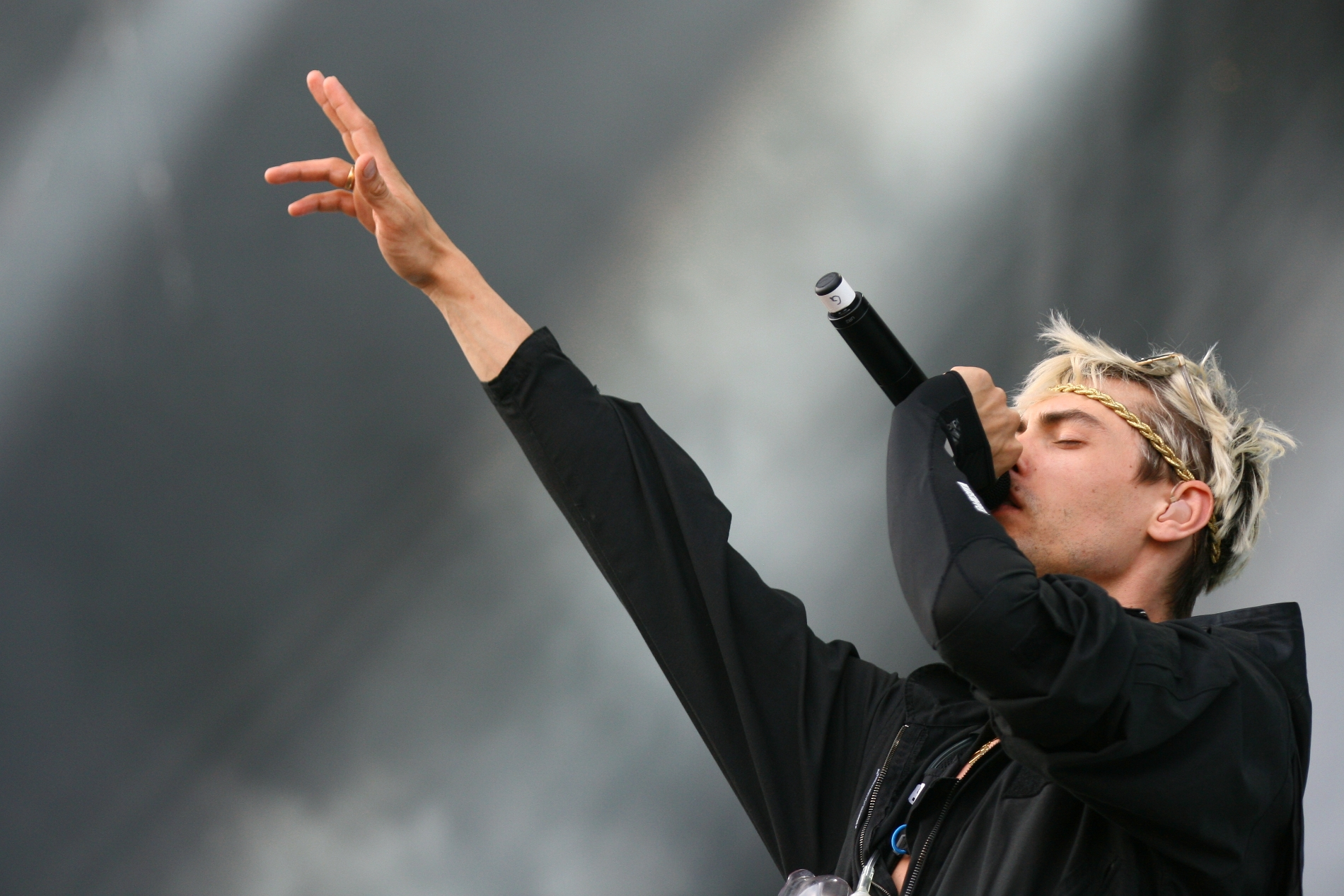
Gustaf Norén i Mando Diao i Rock im Park i Nürnberg 2014.

Erik Gustaf David Norén, född 1 februari 1981 i Borlänge kyrkobokföringsdistrikt, Kopparbergs län, är en svensk sångare, gitarrist, låtskrivare och tidigare frontman i pop-rockbandet Mando Diao.

## Biografi
Norén växte upp i Kvarnsveden i Borlänge tillsammans med sina två bröder Viktor och Carl, som tidigare spelade i bandet Sugarplum Fairy.
Gustaf Norén utsågs till Sveriges bäst klädda man 2004 och 2006 utsågs han till Sveriges sexigaste man.

### Musik
Han var en av grundarna av gruppen Mando Diao, med vilken han nådde stora internationella framgångar. Norén är även medlem i den internationella konstnärsgemenskapen Caligola. År 2015 meddelade Norén att han lämnat Mando Diao. Han flyttade då hem till en gård i Dalarna för att ägna sig åt folkmusik och arbeta som musiklärare på högstadiet.
Den 18 augusti 2013 var han sommarvärd tillsammans med Björn Dixgård i Sveriges Radio.
Efter att ha lämnat Mando Diao började han skriva och framföra han musik med sin yngre bror Viktor. 2016 presenterade de sitt projekt State of Sound med debutsingeln Higher Love. Higher Love klättrade snabbt på listorna och blev guldcertifierad. Deras efterföljande singel Uti Vår Hage fick också en guldskiva.
Brödernas första studioalbum Hymns To The Rising Sun släpptes i oktober 2020, föregånget av en turné och lanseringen av singlarna Rise Again och Walk With You.
År 2021 medverkade Gustaf och Viktor Norén i Helt lyriskt, ett musik- och kulturprogram på SVT där kända artister tolkar kända poeter. De tolkade Gustaf Fröding genom att tonsätta hans dikt En fattig munk från Skara.
Samma år medverkade duon i Så mycket bättre i TV4, där artister av olika genrer samlas för att tolka varandras låtar.
I december 2021 utkom samlingsalbumet Samlade sånger som innehåller de tidigare släppta singlarna I Feel Like Christmas och Amerika, alla deras tolkningar från Helt lyriskt och Så mycket bättre samt några nya låtar.
I maj 2023 hade Gustaf och Viktor Noréns musikprogram, Bröderna Noréns underbara resa premiär på TV4.
År 2024 solodebuterade Norén med albumet Dala Floda. Albumet, som producerades av bland andra Björn Olsson, beskrevs som folkpop och tillägnades forna bandkollegan Björn Dixgård.

### Film
2009 debuterade han även som skådespelare i filmen Ingen kom ner.
2015 hade Fia-Stina Sandlunds film She's Wild Again Tonight premiär där Norén spelar den manliga huvudrollen.
I april 2021 meddelades det att Gustaf Norén skulle spela huvudrollen som Näcken i långfilmen Dödsdansen i regi av Niclas Gillis. Filmen hade ännu inte haft premiär 2024.

### Privatliv
Gustaf Norén är sedan 2006 gift med arkitekten Pernilla Wåhlin Norén och tillsammans har de fem barn. Familjen är bosatt i Borlänge, i ett hus ritat av henne, och har även en bostad i Dala-Floda.

## Diskografi

### Mando Diao
- 2002: Bring 'Em In
- 2004: Hurricane Bar
- 2006: Ode to Ochrasy
- 2007: Never Seen the Light of Day
- 2009: Give Me Fire
- 2010: Above and Beyond - MTV Unplugged
- 2012: Infruset
- 2014: Ælita

### Caligola
- 2012: Back to Earth
- 2012: Resurrection

### State of Sound
- 2016: Higher Love
- 2016: Uti Vår Hage
- 2018: Sommarvind

### Gustaf & Viktor Norén
- 2020: Hymns To The Rising Sun
- 2021: Samlade sånger

### Solo
- 2024: Dala Floda

## Filmografi
- 2009: Ingen kom ner
- 2015: She's Wild Again Tonight

### Fotnoter
1. ↑  Sveriges befolkning
2000:
Norén, Erik Gustaf David
(1981-02-01)
Försäkringskassan, uttag avseende 20001231 (2014)
2. 1 2  ”Gustaf Norén om konflikten i Mando Diao - Malou Efter tio - tv4.se”. tv4.se. http://www.tv4.se/efter-tio/artiklar/gustaf-noren-om-konflikten-i-mando-diao-561e0c63b9a9f6278f000353. Läst 13 januari 2016.
3. ↑  ”Gustaf Norén”. Svensk Filmdatabas. http://sfi.se/sv/svensk-filmdatabas/Item/?type=PERSON&itemid=325554&ref=%2ftemplates%2fSwedishFilmSearchResult.aspx%3fid%3d1225%26epslanguage%3dsv%26searchword%3dgustaf+nor%C3%A9n%26type%3dPerson%26match%3dBegin%26page%3d1%26prom%3dFalse. Läst 13 januari 2013.
4. ↑  https://www.cafe.se/stiltoppad-lista-sveriges-bast-kladda-man-de-senaste-tolv-aren/
5. ↑  ”Sveriges 100 sexigaste män”. aftonbladet.se. http://www.aftonbladet.se/relationer/article10994465.ab. Läst 16 mars 2016.
6. ↑  ”Mando Diao släpper GIVE ME FIRE i USA och Dance With Somebody är ledmotivet till TV-showen Dancing With The Stars”. 22 mars 2011. https://www.mynewsdesk.com/se/flagstone/pressreleases/mando-diao-slaepper-give-me-fire-i-usa-och-dance-with-somebody-aer-ledmotivet-till-tv-showen-dancing-with-the-stars-602565. Läst 14 november 2021.
7. ↑  ”Jag kände en sorg över att inte spela med Gustaf”. 13 november 2021. https://www.expressen.se/noje/jag-kande-en-sorg-over-att-inte-spela-med-gustaf/. Läst 14 november 2021.
8. ↑  "Hemliga Caligola träder fram". DN.se. 15 mars 2012. Läst 28 juli 2013.
9. 1 2  ”Gustaf Norén har gjort årets modigaste skiva”. Aftonbladet. 8 november 2024. https://www.aftonbladet.se/nojesbladet/musik/a/93r89d/gustaf-noren-har-gjort-arets-modigaste-skiva. Läst 9 november 2024.
10. ↑  ”Sommar i P1 med Björn Dixgård och Gustaf Norén”. Sveriges Radio. http://sverigesradio.se/sida/gruppsida.aspx?programid=2938&grupp=21081&artikel=5575375. Läst 16 mars 2016.
11. ↑  https://www.youtube.com/watch?v=vj-9CiOpaSk
12. ↑  https://open.spotify.com/artist/05o1zW8b6PV6rEquXr74sB
13. ↑  https://www.instagram.com/p/Bhtf-pRltpg/
14. ↑  https://open.spotify.com/artist/7wgjhOBlEERCRSA6iloMvt
15. ↑  https://www.aftonbladet.se/nojesbladet/a/WOmKOk/de-ar-klara-for-sasong-tva-av-helt-lyriskt
16. ↑  https://www.tv4.se/artikel/2HGVpcOKrLywVB331E1nHr/sa-blir-sa-mycket-baettre-2021
17. ↑  https://www.mynewsdesk.com/se/helenewigrenprbeyond/pressreleases/gustaf-and-viktor-noren-slaepper-samlade-saanger-3-december-och-medverkar-i-aarets-upplaga-av-tv4-s-saa-mycket-baettre-med-premiaer-paa-loerdag-3137715
18. ↑  https://www.tv4play.se/program/nyhetsmorgon/br%C3%B6derna-nor%C3%A9n-vi-vill-skapa-musik-med-svenska-folket/13775242?playlist=5VlTI85y4ZaDx1ZwIcIj04&clipSectionId=nyhetsmorgon&offset=4
19. ↑  ”Bröderna Noréns underbara resa”. www.tv4play.se. https://www.tv4play.se/program/bröderna-norens-underbara-resa. Läst 22 april 2023.
20. ↑  Eva af Geijerstam (12 november 2015). ”Filmrecension: Dramat ”She’s wild again tonight””. DN. http://www.dn.se/kultur-noje/filmrecensioner/filmrecension-dramat-shes-wild-again-tonight/. Läst 22 januari 2016.
21. ↑  Hainer, Caroline. ””She’s Wild Again Tonight””. SVT. http://www.svt.se/kultur/film/she-s-wild-again-tonight. Läst 22 januari 2016.
22. ↑  ”Arkiverade kopian”. Arkiverad från originalet den 26 april 2021. https://web.archive.org/web/20210426214947/https://www.dt.se/logga-in/avslojar-gustaf-noren-spelar-nacken-och-liv-ullman-hogaktuell-som-mormor-i-ny-storfilm-i-dalarna-det-blir-sallsynt-vackert. Läst 22 maj 2021.
23. ↑  https://www.dn.se/kultur/gustaf-noren-spelar-nacken-i-nytt-kvinnodrama/
24. ↑  LG Lasse Granstrand. ”Gustaf Norén – stjärnan som kom hem”. Grundskolläraren. https://www.vilarare.se/grundskollararen/portratt/stjarnan-som-kom-hem/. Läst 9 november 2024.
25. ↑  ”Pernilla Wåhlin Norén och Gustaf Noréns hem | Residence Magazine”. www.residencemagazine.se. 6 december 2021. https://www.residencemagazine.se/hemma-hos/hemma-hos-pernilla-och-gustaf-noren-egenritade-trahuset-utanfor-borlange/8081730. Läst 9 november 2024.